# Aquaman (série télévisée d'animation)
Pour l'univers d'Aquaman, voir Aquaman.
Aquaman est une série télévisée d'animation américaine en trente-six épisodes de 7 minutes produite par Filmation et diffusée du 9 septembre 1967 au 6 juin 1968 sur le réseau CBS.
En France, la série est sortie en VHS en 1989 chez Warner Home Vidéo mais reste inédite à la télévision.

## Synopsis
Les aventures d'Aquaman et son acolyte Aqualad dans les océans. Ils chevauchent leurs chevaux de mer Tempête et Zenko et sont accompagnés dans leurs aventures par leur morse Tusky. Ils affrontent de redoutables criminels : Le Cerveau, Fisherman ou Black Manta.

## Distribution

### Voix originales
- Marvin Miller : Aquaman
- Jerry Dexter : Aqualad

### Voix françaises
- Hubert Drac : Aquaman
- Brigitte Lecordier : Aqualad
- Serge Blumental : Fisherman / Chef Quatix / l’Homme torpille
- Michel Vigné : Méphisto / Bimphar / le Cerveau / Océanus
- Alain Choquet : Black Manta

## Épisodes
Sept épisodes ont été doublés en français.
1. Menace of the Black Manta
2. The Rampaging Reptile-Men
3. The Return of Nepto
4. The Fiery invaders
5. The Sea Raiders
6. War of the Water Worlds
7. The Volcanic Monster
8. The Crimson Monster From the Pink Pool
9. The Ice Dragon
10. The Deadly Drillers
11. Vassa, Queen of the Mermen
12. Les Monstres microscopiques (The Microscopic Monsters)
13. The Onslaught of the Octomen
14. Le déloyal Homme Torpille (Treacherous Is The Torpedoman)
15. The Satanic Saturnians
16. The Brain, The Brave and The Bold
17. Où se cache Fisherman ? (Where Lurks the Fisherman !)
18. Le Trio de la terreur (The Trio of Terror)
19. Les Maraudeurs de Méphisto (Mephisto's Marine Marauders)
20. The Torp, The Magneto and The Claw
21. Goliaths of the Deep-Sea Gorge
22. The Sinister Sea Camp
23. The Devil Fish
24. The Sea Scavengers
25. In Captain's Cuda's Clutches
26. The Mirror-Man from Planet Imago
27. The Sea Sorcerer
28. The Sea-Snares of Captain Sly
29. The Undersea Trojan Horse
30. The Vicious Villainy of Vassa
31. The Programmed for Destruction
32. La guerre des Quatix contre les Bimphars (The War of the Quatix and the Bimphars)
33. The Stickmen of Stygia
34. Three Wishes to Trouble
35. The Silver Sphere
36. Comment attraper Fisherman ? (To Catch a Fisherman)